# Aname lorica
Espèce
Aname lorica est une espèce d'araignées mygalomorphes de la famille des Anamidae.

## Distribution
Cette espèce est endémique du Pilbara en Australie-Occidentale,. Elle se rencontre sur l'île Barrow.

## Description
Le mâle holotype mesure 16,60 mm, la carapace du mâle holotype mesure 7,70 mm de long sur 6,09 mm et l'abdomen 8,38 mm de long sur 5,20 mm.

## Publication originale
- Castalanelli, Framenau, Huey, Hillyer & Harvey, 2020 : « New species of the open-holed trapdoor spider genus Aname (Araneae: Mygalomorphae: Anamidae) from arid Western Australia. » Journal of Arachnology, vol. 48, no 2, p. 169-213.